# Endrenovierungsklausel
Unter Endrenovierungsklausel versteht man eine Regelung in einem Mietvertrag über Wohnraum, nach welcher der Mieter verpflichtet ist, die Mieträume bei Beendigung des Mietverhältnisses renoviert zu übergeben. Nach der gesetzlichen Grundkonzeption hat der Vermieter die mit dem bestimmungsgemäßen Gebrauch einhergehende Abnutzung der Mietsache zu tragen (§ 535 Abs. 1, S. 2 BGB). Die Norm ist jedoch abdingbar, so dass die Mietvertragsparteien die Erhaltungspflicht durch einvernehmliche Vereinbarung auf den Mieter übertragen können.

## Formularvereinbarungen
Bei einem Mietvertrag über Wohnraum ist eine Endrenovierungsklausel im Rahmen eines Formularmietvertrages nicht grundsätzlich unzulässig. Sie kann jedoch unwirksam sein, da sie als AGB der Inhaltskontrolle der §§ 307ff. BGB unterliegt. Eine unangemessene Benachteiligung, die nach § 307 zur Unwirksamkeit der Klausel führt, liegt etwa vor, wenn der Mieter unabhängig vom Zeitpunkt der letzten Durchführung der Schönheitsreparaturen zur Renovierung verpflichtet wird.
Die Endrenovierungsklausel ist zulässig, wenn sie voraussetzt, dass die Schönheitsreparaturen nötig sind. Flexibel ist eine Klausel, wenn der Mieter sich auf fehlenden oder beschränkten Renovierungsbedarf berufen kann.
Gegebenenfalls kann eine unwirksame Endrenovierungsklausel auch die zusätzlich in AGB übernommene Pflicht des Mieters zu Schönheitsreparaturen beseitigen, eine sogenannte Gesamtunwirksamkeit aufgrund eines Summierungseffektes.

## Individualvereinbarungen
Bei Mietverträgen über Wohnraum (Wohnungen) ist es selten – gleichwohl möglich – dass Vermieter und Mieter eine Endrenovierungsklausel frei aushandeln. In diesem Fall ist eine solche Klausel wirksam.
Voraussetzung für eine Individualvereinbarung im Sinne von § 305b BGB ist, dass der Vermieter erkennbar bereit ist, die Klausel ganz oder zumindest teilweise zu ändern und der Mieter hierauf Einfluss hat. Die Klausel muss also tatsächlich ausgehandelt worden sein. Stellt der Vermieter die Klausel – auch wenn sie handschriftlich in dem Vertrag aufgenommen worden ist – handelt es sich dagegen regelmäßig um allgemeine Geschäftsbedingungen. Der Vermieter ist in der Beweispflicht, dass eine Individualvereinbarung vorliegt.